# Hans Meisel (Fußballspieler)
Hans Meisel (* 4. Dezember 1961 in Denzlingen) ist ein ehemaliger deutscher Fußballspieler, der für den FC Bayern München in der Bundesliga, im DFB- und im UEFA-Pokal gespielt hat.

## Karriere
Meisel begann mit dem Fußballspielen beim FC Sportfreunde 1911 Freiburg, der sich im Mai 1976 nach erfolgter Fusion mit einem Teil des SV Eintracht DJK Freiburg fortan FC Sportfreunde DJK Freiburg nannte.
Zur Saison 1980/81 verpflichtete ihn der Zweitligist SC Freiburg. In den drei Spielzeiten bestritt er 76 Liga- und vier DFB-Pokal-Spiele. Der im zweiten Jahr zum Stammspieler gereifte Meisel erzielte 17 Tore; allein zehnmal in seiner erfolgreichsten Saison, 1982/83 – darunter sein Hattrick am 4. September 1982 (6. Spieltag) beim 3:2-Sieg im Auswärtsspiel gegen den SV Darmstadt 98.
Zur Saison 1983/84 verpflichtete ihn der FC Bayern München, bei dem er sich jedoch nicht durchsetzen konnte. Dennoch kam er in drei Bundesligaspielen zum Einsatz, wobei er am 23. August 1983 (3. Spieltag) beim 1:1-Unentschieden im Heimspiel gegen Fortuna Düsseldorf – in der 71. Minute für Karl Del’Haye eingewechselt – sein Debüt gab. Am 27. August 1983 kam er in der 1. Hauptrunde um den DFB-Pokal beim 3:0-Erfolg beim KSV Hessen Kassel und am 7. Oktober 1983 in der 2. Hauptrunde beim 6:0-Sieg beim FC Augsburg zum Einsatz und trug somit zum Gewinn des nationalen Vereinspokals bei. Meisel kam gar international zum Einsatz: Er bestritt beide Spiele der 1. Runde im UEFA-Pokal gegen den zyprischen Vertreter Anorthosis Famagusta, sowohl beim 1:0-Hinspielsieg am 14. September, als auch beim 10:0-Sieg am 28. September 1983 im Rückspiel in München.
Nach der Saison kehrte Meisel zum Zweitligisten SC Freiburg zurück und spielte in zwei nicht aufeinanderfolgenden Spielzeiten – zwischenzeitlich stand er beim Verbandsligisten SV Weil unter Vertrag, der aus der Oberliga Baden-Württemberg abgestiegen war und, letztlich erfolglos, den Wiederaufstieg anstrebte  – noch insgesamt 56 Mal für die Breisgauer, für die er auch insgesamt siebenmal im DFB-Pokal zum Einsatz kam. 1987 kehrte er dorthin zurück wo einst seine Karriere begann – zum FC Sportfreunde DJK Freiburg. Der Aufsteiger in die Oberliga Baden-Württemberg stieg jedoch am Ende der Saison 1987/88 als Tabellenvorletzter umgehend wieder ab. Dabei war er mit zwölf Saisontoren vereinsintern bester Torschütze. Meisel blieb jedoch in der Oberliga und schloss sich dem nordbadischen Konkurrenten FV 09 Weinheim an. Auch hier zeigte er auf Anhieb seine Torgefahr, mit 15 Treffern platzierte er sich – wenngleich mit elf Toren Rückstand auf Torschützenkönig Volker Rudel – in der Saison 1988/89 an sechster Stelle der Torschützenliste. Aber trotz dieses Erfolges währte sein Aufenthalt in Weinheim nicht lange, nach nur einer Spielzeit kehrte er in den Zuständigkeitsbereich des südbadischen Verbands zurück und schloss sich dem Offenburger FV an. Hier bildete er mit dem ehemaligen jugoslawischen Juniorennationalspieler Zdravko Čakalić das Sturmduo, das den Klub in die Spitzengruppe der Oberliga führte. Lange Zeit an der Tabellenspitze stehend, verpflichtete der Klub in der Winterpause Niels Schlotterbeck und Dragan Antic für das Aufstiegsrennen. Nach einer Schwächephase in der Rückrunde reichte es nur zum fünften Tabellenplatz und, zudem belastet durch den Ausbau des Stadions, musste der Klub sich in der Folge von einigen Leistungsträgern trennen.
Meisel wechselte daraufhin im Sommer 1990 ins nahegelegene Ausland, als er sich dem BSC Old Boys Basel anschloss. Für den Schweizer Zweitligisten spielte er zwei Jahre. Anschließend spielte er an der Seite von unter anderem Markus Löw, Jörg Steinebrunner, Milorad Pilipović und Armin Löffler für die SG Lörrach-Stetten, der Oberliga-Aufsteiger war aber chancenlos und stieg nach drei Saisontoren Meisels direkt wieder ab.
Hauptberuflich arbeitet Meisel in der Oberfinanzdirektion Freiburg, hierhin kam er auf Vermittlung des SC-Freiburg-Präsidenten Achim Stocker.

## Erfolge
- DFB-Pokal-Sieger 1984